# Zachary Gordon
Zachary Adam Gordon (California, 15 de febrero de 1998) es un actor estadounidense de cine y televisión, más conocido por su papel protagonista como Greg Heffley en la película Diary of a Wimpy Kid (2010).

## Biografía
Nació en California, hijo del matrimonio entre Linda y Ken Gordon. Tiene dos hermanos, Josh y Kyle, y fue criado en el Sur de California. 
Gordon ha aparecido en diversas series de televisión, como All of us. También apareció en la apertura del 2008 de Desesperate Housewives y 24, que se emitió en enero de 2009. 
Entre las películas en las que ha aparecido se pueden mencionar: (2007-2008) Sex and Death 101, Lower Learning, Georgia Rule (filme en el que ganó el "Young Artist Award" por su papel como "Ethan"), (2009) The Brothers Bloom, National Treasure: Book of Secrets. Gordon ha sido acreditado también en numerosas veces como actor de voz, incluyendo The Chubbchubbs Save Xmas, Project Gilroy y la serie de Nick Jr. Ni Hao, Kai-Lan. Gordon también presta su voz para las películas Madagascar 2: Escape de África, como el Bebé Melman, y Afro Sumurai: Resurrection, como Kotaro. En el 2010, Zachary Gordon interpretó a Greg Heffley en la película Diary of a Wimpy Kid, siendo el papel protagónico. También apareció en la película Un Chihuahua de Beverly Hills 2 siendo la voz de Papi Júnior. En 2011 aparece en la continuación de la película que protagoniza con el papel de Greg Heffley, llamada Diary of a Wimpy Kid 2: Rodrick Rules, la tercera saga de la película Diary of a Wimpy Kid 3: Dog Days, se estrenó el 3 de agosto en Estados Unidos, y el 28 de septiembre en España.

## Filmografía

### Cine
| Año       | Título                                                    | Personaje                                 | Notas                             |
| --------- | --------------------------------------------------------- | ----------------------------------------- | --------------------------------- |
| 2006-2007 | All of Us                                                 | Richie                                    | 2 episodios                       |
| 2007      | Because I Said So                                         | Little Arthur                             | No lo mencionan en los créditos   |
| 2007      | Sex and Death 101                                         | Barbeque Brat                             |                                   |
| 2007      | Georgia Rule                                              | Ethan                                     |                                   |
| 2007      | The Chubbchubbs Save Xmas                                 | Brad Spoylt                               |                                   |
| 2007      | Pollo Robot                                               | Charlie Brown / Linus Van Pelt / Franklin | Un episodio (Voz)                 |
| 2007      | La Leyenda del Tesoro Perdido 2: El Libro de los Secretos | Niño conspirante de Lincoln               |                                   |
| 2008      | David's Solution                                          | Pequeño David                             | TV                                |
| 2008      | Desperate Housewives                                      | Pequeño Robin Hood                        | Un episodio                       |
| 2008      | Mighty B! La Super Abeja                                  | Hermano de Gwen #4                        | dos episodio (Voz)                |
| 2008      | Manny a la obra                                           | Pequeño Lopart                            | Un episodio (Voz)                 |
| 2008      | MADtv                                                     | El bromista                               | Un episodio                       |
| 2008      | Lower Learning                                            | Frankie Fowler                            |                                   |
| 2008      | Madagascar 2: Escape de África                            | Bebé Melman                               | Voz                               |
| 2008      | Navidad sin los suegros                                   | Niño #6 en Salto-Salto                    |                                   |
| 2008      | Special Agent Oso                                         | Tyler                                     | Episodio desconocido              |
| 2009      | The Brothers Bloom                                        | Joven Bloom                               |                                   |
| 2009      | Bubble Guppies                                            | Gil                                       | Protagonista (Voz)                |
| 2009      | 24                                                        | Niño de 8 años                            | 2 episodios                       |
| 2009      | Afro Samurai: Resurrection                                | Kotaro                                    | Voz en el doblaje en inglés       |
| 2006-2009 | Como conocí a u madre                                     | Grant                                     | 2 episodios                       |
| 2008-2009 | Ni Hao, Kai-lan                                           | San San                                   | 15 episodios                      |
| 2009      | Santa Buddies                                             | Cachorro Patas                            | Voz                               |
| 2008-2010 | Batman: The Brave and the Bold                            | Bruce Wayne joven                         | 3 episodios (Voz)                 |
| 2010      | Diary of a Wimpy Kid                                      | Greg Heffley                              | Protagonista                      |
| 2010      | Un Chihuahua de Beverly Hills 2                           | Papi Júnior                               | Voz                               |
| 2010      | The Search for Santa Paws                                 | Paws                                      | Voz                               |
| 2011      | Diary of a Wimpy Kid 2: Rodrick Rules                     | Greg Heffley                              | Protagonista                      |
| 2012      | Diary of a Wimpy Kid 3: Dog Days                          | Greg Heffley                              | Protagonista                      |
| 2013      | Pete's Christmas                                          | Pete                                      | Protagonista                      |
| 2013      | The Incredible Burt Wonderstone                           | Will                                      |                                   |
| 2014      | Last Man Standing                                         | Andrew                                    | 3 episodios                       |
| 2015      | Un gallo con muchos huevos                                | Rolo (voz)                                |                                   |
| 2016      | Dead of Summer                                            | Jason "Blotter" Cohen                     | Papel principal                   |
| 2017      | The Good Doctor                                           | Brandon                                   | Aparición en el episodio: "Apple" |
| 2017      | Diary of a Wimpy Kid: The Long Haul                       | El mismo                                  | Cameo                             |
| 2019-2020 | Good Trouble                                              | Tate Wilson                               | 5 episodios                       |
| 2021      | El cazador de sueños                                      | Jake                                      |                                   |
| 2023      | Genshin Impact                                            | Tignari                                   |                                   |

## Premios y nominaciones
| Año  | Otorga             | Premio                                      | Trabajo                               | Resultado |
| ---- | ------------------ | ------------------------------------------- | ------------------------------------- | --------- |
| 2008 | Young Artist Award | Actor joven                                 | Georgia Rule                          | Ganador   |
| 2010 | Premio Sierra      | Joven en el cine                            | Diary of a Wimpy Kid                  | Nominado  |
| 2011 | Young Artist Award | Mejor actuación en una película             | Diary of a Wimpy Kid                  | Nominado  |
| 2011 | Young Artist Award | Mejor Actor Principal Joven en una Película | Diary of a Wimpy Kid                  | Ganador   |
| 2012 | Young Artist Award | Mejor Actor Principal Joven en una Película | Diary of a Wimpy Kid 2: Rodrick Rules | Ganador   |
| 2013 | Young Artist Award | Mejor Actuación en una película             | Diary of a Wimpy Kid 3: Dog Days      | Nominado  |
| 2013 | Young Artist Award | Mejor Actuación en una película             | Diary of a Wimpy Kid 3: Dog Days      | Ganador   |

## Controversia
En enero de 2024, Zachary Gordon, el actor de voz de Tighnari en Genshin Impact, se vio envuelto en una controversia tras ser acusado de tener opiniones problemáticas. La situación se intensificó cuando los fanáticos notaron que había dado "me gusta" a publicaciones en redes sociales que apoyaban a Israel durante su conflicto con Palestina, lo que generó una fuerte reacción entre su audiencia. Gordon optó por no comentar públicamente sobre el tema, y su equipo de moderadores en Discord afirmó que las publicaciones habían sido "sacadas de contexto". Días después, Gordon anunció el cierre de su servidor de Discord, expresando su deseo de fomentar una comunidad basada en "amor y amabilidad". A pesar de sus esfuerzos por mantener un ambiente positivo, su silencio sobre la controversia dejó a muchos cuestionando su compromiso con esos valores.